# Baba Ali Bou Sebaa
Baba Ali, dit Bou Sebaa ou Baba Ali Neksîs est un dey d'Alger ayant régné de 1754 à 1766.

## Règne
Il a notamment mené des travaux hydrauliques sur Alger dont il a laissé des traces sur différentes inscriptions des fontaines de la ville. Cependant il est très critiqué dans l'historiographie algérienne. 
Ayant été élu dey à la suite de l'assassinat de son prédécesseur et de son Premier ministre (khaznadji), il est décrit comme manquant de bon sens et de capacité à gouverner. Il se rend populaire en permettant un regain de la piraterie ; il déclare la guerre aux néerlandais et mène des expéditions contre Tunis qu'il livre au pillage. 
Sur le plan intérieur il mate deux révoltes de la milice des janissaires, l'une à Tlemcen, l'autre à Constantine, grâce aux réformes de l'odjak mis en place par son prédécesseur (notamment l'Ahad Aman : « pacte de sécurité/confiance »).